# Brooksburg (Indiana)
Brooksburg es un pueblo del condado de Jefferson, Indiana, Estados Unidos. Tiene una población estimada, a mediados de 2022, de 71 habitantes.

## Geografía
Está ubicado en las coordenadas 38°44′9″N 85°14′43″O / 38.73583, -85.24528. Según la Oficina del Censo, tiene una superficie total de 0.28 km², de los cuales 0.26 km² corresponden a tierra firme y 0.02 km² están cubiertos de agua.

## Demografía
Según el censo de 2020, en ese momento había 72 personas residiendo en la zona. La densidad de población era de 276.92 hab./km². El 93.06% de los habitantes eran blancos y el 6.94% eran de una mezcla de razas. Del total de la población, el 2.78% eran hispanos o latinos de cualquier raza.